# Akodon bogotensis
Akodon bogotensis е вид бозайник от семейство Мишкови (Muridae). Видът е незастрашен от изчезване.

## Разпространение
Разпространен е във Венецуела и Колумбия.

## Описание
Теглото им е около 13 g.
Популацията им е стабилна.